# QMTP
QMTP (ang. Quick Mail Transfer Protocol) – protokół komunikacyjny  opisujący sposób przekazywania poczty elektronicznej w internecie.
Protokół stworzony przez Daniela J. Bernsteina – twórcę Qmaila, jako alternatywa protokołu SMTP. Charakteryzuje się on 8-bitową transmisją danych oraz dużą prostotą i szybkością transmisji. Jest on niekompatybilny z SMTP i praktycznie nie zaimplementowany na innych serwerach pocztowych, z wyjątkiem Qmaila.